# 18840 Yoshioba
18840 Yoshioba este un asteroid din centura principală de asteroizi.

## Descriere
18840 Yoshioba este un asteroid din centura principală de asteroizi. A fost descoperit pe 8 august 1999 la Nanyo de Tomimaru Okuni. El prezintă o orbită caracterizată de o semiaxă mare de 2,39 ua, o excentricitate de 0,01 și o înclinație de 2,6° în raport cu ecliptica.